# Huaxiapterus
Huaxiapterus ("křídlo z Hua Xia (starý název Číny)") byl rod tapejaridního pterodaktyloidního ptakoještěra, který žil zhruba před 120 miliony let (období rané křídy) na území dnešní severovýchodní Číny (provincie Liao-ning).

## Historie
Typový druh H. jii byl formálně popsán na základě téměř kompletní kostry a lebky (holotyp nese označení GMN-03-11-001) v roce 2005. Další druh "H. corollatus" byl popsán v roce 2006 a druh "H. benxiensis" v roce 2007. Validita (vědecká platnost) těchto dvou druhů je však nejistá. V roce 2016 pak byl na základě malého exempláře s označením XHPM 1009 popsán ještě jeden druh, H. atavismus.